# Neobisium tantaleum
Espèce
Synonymes
- Neobisium pluton Beier, 1938

Neobisium tantaleum est une espèce de pseudoscorpions de la famille des Neobisiidae.

## Distribution
Cette espèce se rencontre en Bosnie-Herzégovine et en Croatie.

## Liste des sous-espèces
Selon Pseudoscorpions of the World (version 3.0) :
- Neobisium tantaleum jablanicae Beier, 1938
- Neobisium tantaleum rivale Beier, 1938
- Neobisium tantaleum tantaleum Beier, 1938

## Publication originale
- Beier, 1938 : Vorläufige Mitteilung über neue Höhlenpseudoscorpione der Balkanhalbinsel. Studien aus dem Gebiete der Allgemeinen Karstforschung, der Wissenschaftlichen Höhlenkunde, der Eiszeitforschung und den Nachbargebieten, vol. 3, p. 5-8.